# Италия (здание)
Италия (порт. Edifício Itália) — 46-этажный офисный небоскрёб в Сан-Паулу высотой 168 метров, построенный в 1965 году по проекту архитектора Франца Хипа. Это третий по высоте небоскрёб в Бразилии.
В верхней части здания расположен итальянский ресторан, замечательный тем, что из его окон открывается круговая панорама Сан-Паулу.